# Franz Löhr
Franz Löhr (* 11. September 1874 in Köln; † 30. Januar 1918 in Düsseldorf) war ein deutscher Bildhauer.

## Leben
Franz Löhr arbeitete ursprünglich als Goldschmied und besuchte die Zeichenakademie in Hanau. In Paris, wo er bis zum Ausbruch des Ersten Weltkriegs tätig war, bildete er sich autodidaktisch zum Bildhauer aus. In seiner Frühzeit war er von Auguste Rodin beeinflusst. Löhr stellte seine Werke in den Jahren 1905 bis 1911 in den verschiedenen Pariser Salons aus. Außerdem beschickte er regelmäßig die Winterausstellungen im Kölner Kunstgewerbemuseum. Das Kölner Stadtarchiv bewahrt eine Eingabe Löhrs bezüglich der Gestaltung eines Brunnens im Rosenhof des Volksgartens auf, die 1913 aber abgelehnt wurde. Begründet wurde diese Ablehnung mit der vollständigen Nacktheit des Oberkörpers der Frauengestalt, die den Brunnen zieren sollte.
Arbeiten von seiner Hand gelangten in Museen in Köln, Düsseldorf und Freiburg im Breisgau. Das Münzkabinett der Staatlichen Museen zu Berlin bewahrt eine Medaille aus dem Jahr 1916 auf, die Franz Löhr anlässlich der 50. Fahrt des Lazarettzuges G 2 schuf.
Franz Löhr wurde auf dem Kölner Melaten-Friedhof begraben, wo sich noch eine Grabstele der Familie Löhr befindet, die seinen Namen und seine Lebensdaten trägt.